# Japan Open de 2012
O Japan Open de 2012 foi a décima primeira edição do Japan Open, um evento anual de patinação artística no gelo organizado pela Federação Japonesa de Patinação. A competição foi disputada no dia 6 de outubro, na cidade de Saitama, Japão.

## Eventos
- Equipes (Individual masculino + Individual feminino)

## Medalhistas
| Evento           | Ouro                                                                  | Prata                                                                            | Bronze                                                                           |
| Equipes detalhes | Daisuke Takahashi Takahiko Kozuka Mao Asada Akiko Suzuki Equipe Japão | Jeffrey Buttle Patrick Chan Ashley Wagner Agnes Zawadzki Equipe América do Norte | Evgeni Plushenko Michal Brezina Alena Leonova Elene Gedevanishvili Equipe Europa |

## Resultados

### Individual masculino
| Pos. | Nome              | Nacionalidade    | Pontos |
| ---- | ----------------- | ---------------- | ------ |
| 1    | Daisuke Takahashi | Japão            | 172.06 |
| 2    | Takahiko Kozuka   | Japão            | 165.08 |
| 3    | Jeffrey Buttle    | Canadá           | 160.86 |
| 4    | Evgeni Plushenko  | Rússia           | 156.21 |
| 5    | Michal Březina    | República Tcheca | 151.53 |
| 6    | Patrick Chan      | Canadá           | 137.42 |

### Individual feminino
| Pos. | Nome                 | Nacionalidade  | Pontos |
| ---- | -------------------- | -------------- | ------ |
| 1    | Ashley Wagner        | Estados Unidos | 123.57 |
| 2    | Mao Asada            | Japão          | 122.04 |
| 3    | Akiko Suzuki         | Japão          | 110.07 |
| 4    | Alena Leonova        | Rússia         | 107.94 |
| 5    | Elene Gedevanishvili | Geórgia        | 94.84  |
| 6    | Agnes Zawadzki       | Estados Unidos | 89.95  |

### Final
| Pos.              | Nome                    | Pontos |
| ----------------- | ----------------------- | ------ |
| Medalha de ouro   | Equipe Japão            | 569.25 |
| Medalha de prata  | Equipe América do Norte | 511.80 |
| Medalha de bronze | Equipe Europa           | 510.52 |